# 孙志刚 (官员)
孙志刚（1954年5月—），男，汉族，河南荥阳人，中华人民共和国政治人物、罪犯。武汉钢铁学院毕业，上海财经学院经济学硕士，武汉大学经济学博士。1971年2月参加工作，第十九届中共中央委员。曾任贵州省人民政府省长、中共贵州省委书记和贵州省人大常委会主任等职务。2023年8月，因涉嫌严重违纪违法，接受纪检监察部门审查调查。2024年10月，以受贿罪被判处死刑，缓期二年执行，剥夺政治权利终身。

## 早年岁月
1971年2月，受到文化大革命影响，17岁的孙志刚下乡插队劳动。1973年4月，在荥阳县丁店水库工作，获得组织推荐，于当年9月，进入武汉钢铁学院冶金系炼钢专业学习，成为工农兵学员。1976年9月，大学毕业后，孙志刚留校任教。1976年9月加入中国共产党。1979年9月至1980年7月，在中南矿冶学院企业管理进修班学习。
1980年9月，26岁的孙志刚考入上海财经学院工业经济专业，攻读硕士研究生。1983年9月获得硕士学位毕业后，成为中南财经大学经济研究所的一名青年学者。

## 政治生涯

### 湖北省
1985年4月孙志刚进入武汉市人民政府工作，任经济委员会副主任。1986年11月，孙志刚任武汉市经济体制改革委员会副主任，1987年2月任武汉市计划经济委员会副主任。1992年9月任武汉市汉阳区委副书记、代区长、区长。1993年3月，升任武汉市人民政府副市长。1993年7月至1997年7月，在武汉大学政治经济学专业在职研究生学习，获得经济学博士学位。
1996年8月，孙志刚调任地级市中共宜昌市委副书记、宜昌市人民政府市长。1999年3月，升任中共宜昌市委书记、宜昌军分区党委第一书记，2002年4月起，兼任宜昌市人大常委会主任。
2002年6月，在第八届中共湖北省委第一次会议上，48岁的孙志刚当选省委常委，晋升副部级。2002年8月起兼任湖北省委秘书长、省直机关工委书记，成为时任湖北省委书记俞正声的秘书长。

### 安徽省
2006年9月，孙志刚转任中共安徽省委常委，并任安徽省人民政府常务副省长。2009年，在中共中央、国务院《关于深化医药卫生体制改革的意见》下发后，孙志刚兼任安徽省医改领导小组组长，主持该省医药卫生体制改革。由安徽方面创立的基本药物采购模式，在2010年1月举行的“实施国家基本药物制度现场经验交流会”上，受到国家医改办多位负责人的认可，被称为“安徽模式”。

### 国家部委
2010年12月，孙志刚进京担任国家发展和改革委员会副主任、兼国务院深化医药卫生体制改革领导小组办公室主任，在全国范围推广“安徽模式”。2013年3月，改任国家卫生和计划生育委员会副主任、党组副书记（正部长级），并且继续兼任国务院医改办主任。

### 贵州省
2015年10月16日，孙志刚调任中共贵州省委副书记、省人民政府副省长、代理省长。贵州是全国脱贫攻坚主战场，贫困人口最多、贫困程度最深、脱贫难度最大，孙志刚在贵州主政五年的主要任务是脱贫攻坚。2016年1月30日，當選為貴州省人民政府省長。2016年1月15日，孙志刚被补选为第十二届全国人民代表大会代表。
2017年7月15日，陈敏尔轉任中共重庆市委书记，孙志刚接任中共贵州省委书记。2018年1月30日，孙志刚当选为贵州省人大常委会主任。
2020年11月，孙志刚卸任贵州省委书记职务，在卸任时的全省领导干部会议上，他说：“贵州千百年来的绝对贫困问题得到历史性解决，即将彻底撕掉绝对贫困标签。”

### 全国人大
2020年12月，任第十三届全国人大常委会财政经济委员会副主任委员，至2023年3月卸任。

## 贪腐被查
2023年8月28日，因涉嫌严重违纪违法，接受中央纪委国家监委纪律审查和监察调查，成为中共二十大后首个落马的前任省级党委书记。
2024年2月5日，中共中央纪委开除其党籍，取消其享受的待遇。2024年2月22日，被最高人民检察院决定逮捕。
2024年8月14日，天津市第二中级人民法院一审公开开庭审理了孙志刚受贿一案。根据公诉方天津市人民检察院第二分院的指控，孙志刚的受贿行为开始于2002年下半年担任湖北省委常委、秘书长一职期间，一直到落马当月仍然在收受贿赂，时间跨度达21年，涉案金额共计折合人民币8.13亿余元。孙志刚当庭表示认罪悔罪。
2024年10月29日，天津市第二中级人民法院公开宣判第十三届全国人大财政经济委员会原副主任委员、贵州省委原书记孙志刚受贿案，以受贿罪判处被告人孙志刚死刑，缓期二年执行，剥夺政治权利终身，并处没收个人全部财产，在其死刑缓期执行二年期满依法减为无期徒刑后，终身监禁，不得减刑、假释；对查扣在案的孙志刚受贿所得财物及孳息依法予以追缴，上缴国库，不足部分，继续追缴。